# IC 1657
IC 1657 је спирална галаксија у сазвјежђу Вајар која се налази на листи објеката дубоког неба у Индекс каталогу.
Деклинација објекта је - 32° 39' 2" а ректасцензија 1h 14m 6,8s. Привидна величина (магнитуда) објекта IC 1657 износи 12,4 а фотографска магнитуда 13,2. Налази се на удаљености од 45,537 милиона парсека од Сунца. IC 1657 је још познат и под ознакама IC 1663, ESO 352-24, MCG -6-3-30, AM 0111-325, IRAS 01117-3254, PGC 4440.